# Cryptoforis tasmanica
Espèce
Synonymes
- Aganippe tasmanica Hickman, 1928
- Euoplos tasmanicus (Hickman, 1928)

Cryptoforis tasmanica est une espèce d'araignées mygalomorphes de la famille des Idiopidae.

## Distribution
Cette espèce est endémique de Tasmanie en Australie. Elle se rencontre vers Hobart.

## Description
La femelle holotype mesure 27,0 mm
Le mâle décrit par Wilson, Raven, Schmidt, Hughes et Rix en 2020 mesure 16,77 mm et la femelle 28,85 mm.

## Systématique et taxinomie
Cette espèce a été décrite sous le protonyme Aganippe tasmanica par Hickman en 1928. Elle est placée dans le genre Arbanitis par Main en 1957, dans le genre Euoplos par Raven et Wishart en 2006 puis dans le genre Cryptoforis par Wilson, Raven, Schmidt, Hughes et Rix en 2020.

## Étymologie
Son nom d'espèce lui a été donné en référence au lieu de sa découverte, la Tasmanie.

## Publication originale
- Hickman, 1928 : « Studies in Tasmanian spiders. Part II. » Papers and Proceedings of the Royal Society of Tasmania, vol. 1927, p. 158-175 (texte intégral).